# Partia Demokratyczna – demokraci.pl
Partia Demokratyczna – demokraci.pl (Partia Demokratyczna, PD) – polska centrowa partia polityczna o charakterze socjalliberalnym, powstała w 2005 z przekształcenia Unii Wolności. W 2016 przekształciła się w Unię Europejskich Demokratów, poprzez poszerzenie się o środowisko stowarzyszenia Europejscy Demokraci.

## Historia

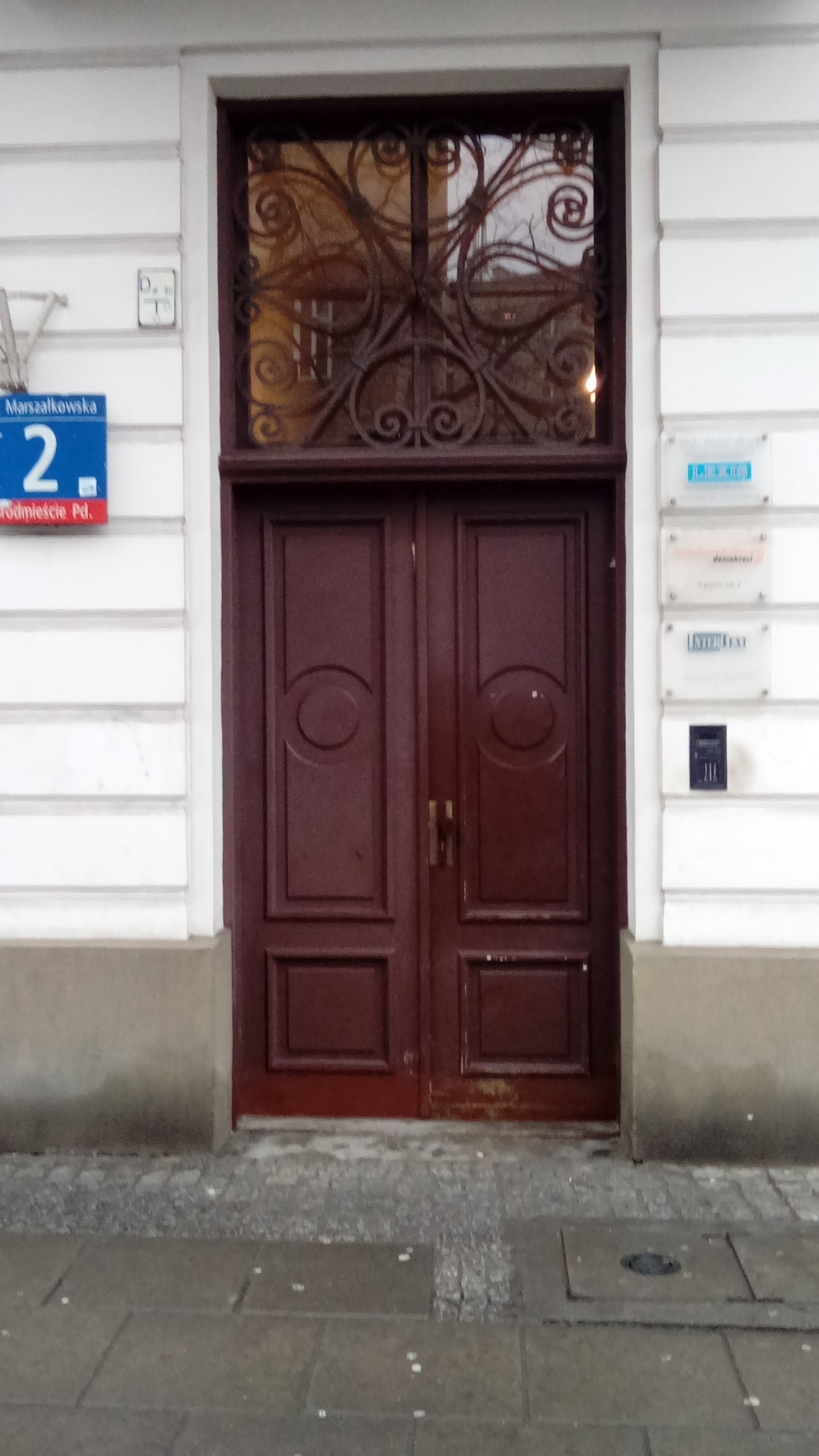
Siedziba Partii Demokratycznej – demokraci.pl przy ul. Marszałkowskiej 2 w Warszawie

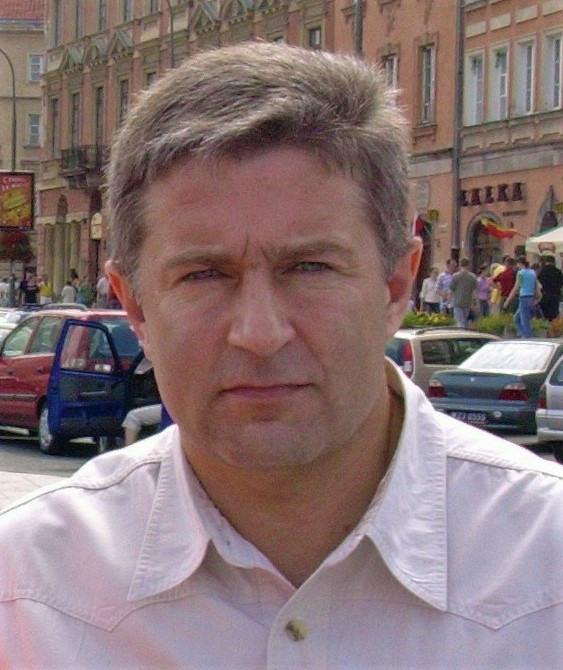
Władysław Frasyniuk – przewodniczący partii w latach 2005–2006

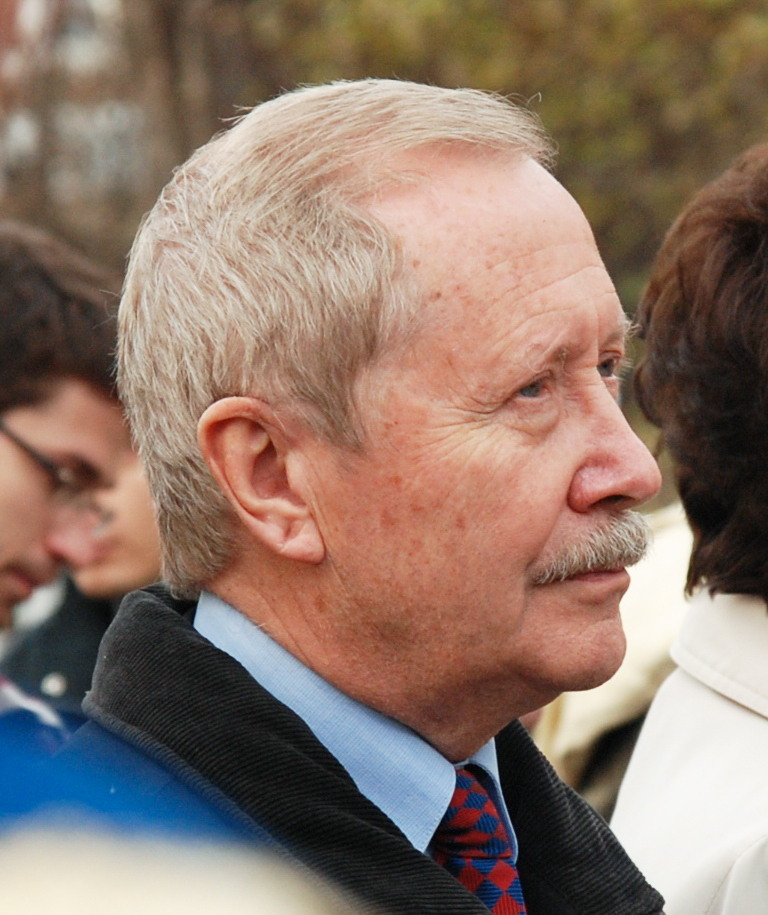
Janusz Onyszkiewicz – przewodniczący partii w latach 2006–2009

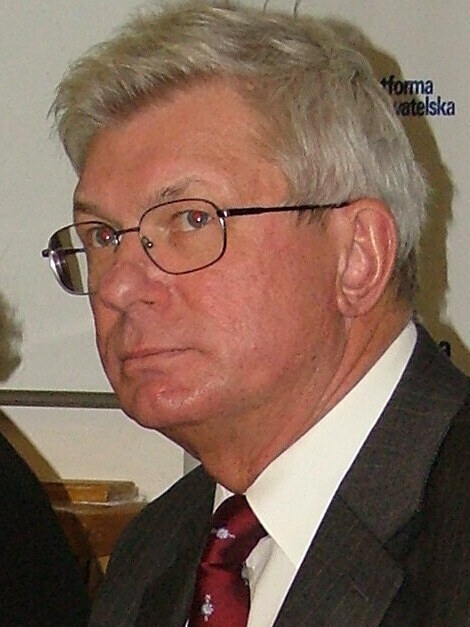
Andrzej Celiński – przewodniczący partii w latach 2012–2015

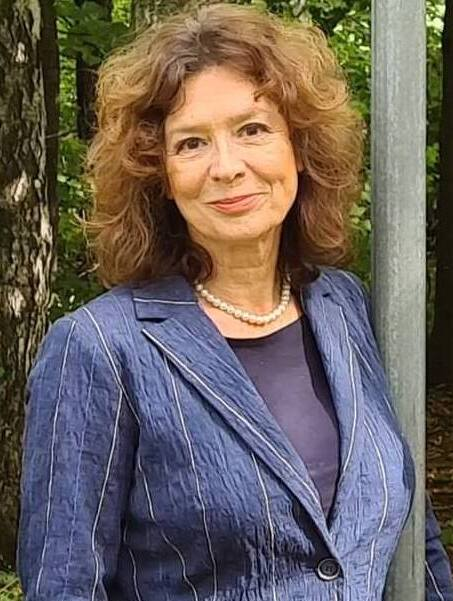
Elżbieta Bińczycka – przewodnicząca partii w latach 2015–2016

Partia Demokratyczna pod względem prawnym była kontynuacją Unii Wolności. Inicjatorami przekształcenia UW w PD byli: przewodniczący UW Władysław Frasyniuk, pierwszy po odsunięciu PZPR od władzy premier Tadeusz Mazowiecki oraz wicepremier i minister gospodarki i pracy w rządzie Leszka Millera i Marka Belki, profesor Jerzy Hausner. Pierwotnie projekt powstania PD zakładał poszerzenie środowiska UW zarówno w lewą, jak i prawą stronę sceny politycznej – prowadzone były rozmowy z Partią Centrum Janusza Steinhoffa i Zbigniewa Religi, zakończone niepowodzeniem. Ostatecznie w PD poza członkami UW znalazła się grupa dawnych członków SLD oraz osoby niezwiązane wcześniej formalnie z partiami politycznymi.
Pod deklaracją ideową Partii Demokratycznej 27 lutego 2005 podpisało się 176 ludzi nauki, kultury, przedstawicieli organizacji samorządowych i pozarządowych, głównie dotychczas popierających Unię Wolności, a wcześniej Unię Demokratyczną (m.in. Magdalena Abakanowicz, Zbigniew Bujak, Izabella Cywińska, Marek Edelman, Marian Filar, Piotr Fronczewski, Kamila Gasiuk, Bronisław Geremek, Andrzej Grabowski, Agnieszka Holland, Paweł Huelle, Maja Komorowska, Marek Kondrat, Krzysztof Kozłowski, Robert Kropiwnicki, Olga Krzyżanowska, Waldemar Kuczyński, Jan Kułakowski, Kazimierz Kutz, Robert Leszczyński, Bogdan Lis, Jan Lityński, Piotr Machalica, Jan Miodek, Piotr Nowina-Konopka, Daniel Olbrychski, Janusz Onyszkiewicz, Jerzy Osiatyński, Antoni Piechniczek, Jerzy Pilch, Andrzej Potocki, Henryk Samsonowicz, Andrzej Seweryn, Kuba Sienkiewicz, Dorota Simonides, Joanna Szczepkowska, Jarosław Wałęsa, Jan Widacki, Henryk Wujec, Michał Zaleski i Zbigniew Zapasiewicz). Poparcia inicjatywie udzielił również urzędujący premier Marek Belka.
Polityków i działaczy społecznych, którzy zadeklarowali chęć założenia ugrupowania o nazwie „Partia Demokratyczna”, ubiegli młodzi działacze Ligi Polskich Rodzin, rejestrując własną partię o takiej nazwie. Dlatego ostatecznie nowa partia przybrała nazwę „Partia Demokratyczna – demokraci.pl” (dodatkowy człon jest nazwą domeny, pod którą znajdowała się oficjalna witryna internetowa ugrupowania).
W dniach od 7 do 8 maja 2005 odbył się w Warszawie założycielski Kongres Partii Demokratycznej – demokraci.pl z udziałem Władysława Frasyniuka, Tadeusza Mazowieckiego, Jerzego Hausnera oraz premiera Marka Belki. W swoim wystąpieniu premier podsumował swoją sympatię do partii słowami: Jeśli ktoś dziś przychodzi do Demokratów, to nie przychodzi do partii władzy, ale robi to z potrzeby serca i poczucia odpowiedzialności. Podjęta w trakcie kongresu decyzja o formalnym przekształceniu UW w PD spotkała się z protestami dawnych działaczy, partię opuścili m.in. Bogdan Borusewicz i Czesław Fiedorowicz.
Pod koniec maja 2005, PD deklarowała liczebność na poziomie blisko 13 000 osób, z czego ponad 8000 dawnych członków Unii Wolności.
W wyborach parlamentarnych w 2005 Partia Demokratyczna – demokraci.pl nie osiągnęła progu wyborczego, uzyskując wynik 2,45% głosów w skali kraju. Największe poparcie spośród jej polityków uzyskali Tadeusz Mazowiecki (w okręgu warszawskim 30 143 głosy, tj. 3,97% głosów w całym okręgu), Władysław Frasyniuk (w okręgu wrocławskim 13 086 głosów, 3,37%), a także Marek Belka (w okręgu łódzkim 12 774 głosy, tj. 4,34%). Jednocześnie okręg łódzki był jedynym okręgiem, w którym partia przekroczyła barierę 5%. Żaden z kandydatów do Senatu nie został wybrany.
W wyborach prezydenckich w 2005 Partia Demokratyczna wystawiła kandydaturę bezpartyjnej Henryki Bochniarz, która uzyskała 1,26% głosów, zajmując 7. miejsce spośród 12 kandydatów. W drugiej turze PD poparła Donalda Tuska z PO.
4 marca 2006 Władysław Frasyniuk na kongresie Partii Demokratycznej zrzekł się przewodnictwa w ugrupowaniu, przekazując swoje poparcie Januszowi Onyszkiewiczowi.
Latem 2006, przed wyborami samorządowymi, po nieudanych próbach wejścia w sojusz z Platformą Obywatelską, władze partii nawiązały współpracę z Sojuszem Lewicy Demokratycznej, Socjaldemokracją Polską oraz Unią Pracy. Ugrupowania te stworzyły koalicję Lewica i Demokraci. Doprowadziło to do sporów w PD, które spowodowały dalsze odejścia z partii. Część rozłamowców (w tym pięciu szefów regionów PD) stworzyło nową formację – stowarzyszenie Forum Liberalne. Z podobnych przyczyn ścisłą współpracę z PD zakończyła dotychczasowa młodzieżówka partii, Młode Centrum, podejmując samodzielną działalność; w jej miejsce została powołana oranżada.org. W Łodzi powstało stowarzyszenie „Młodzi dla Młodych”, na czele którego stanął dotychczasowy wiceprzewodniczący koła młodzieżówki Młode Centrum, a samo MdM wprowadziło z list Platformy Obywatelskiej najmłodszych radnych do sejmiku wojewódzkiego w historii Polski. Część nielicznych już w tym czasie samorządowców związanych z Partią Demokratyczną zdecydowała się na start z list PO.
PD z ramienia LiD wprowadziła 4 radnych do sejmików, a także nielicznych radnych (w tym po jednym do rad miejskich Warszawy, Poznania i Łodzi).
W ramach tej samej koalicji PD wystartowała także w wyborach parlamentarnych w 2007. Rekomendowani przez nią Bogdan Lis, Marian Filar i Jan Widacki uzyskali mandaty poselskie. 94 członków PD kandydujących z list koalicyjnego komitetu wyborczego Lewica i Demokraci zdobyło w sumie ponad 145 tysięcy głosów (ok. 0,9% wszystkich ważnie oddanych głosów).
29 marca 2008 Wojciech Olejniczak ogłosił koniec współpracy z Partią Demokratyczną w ramach koalicji Lewicy i Demokratów. W odpowiedzi posłowie rekomendowani w wyborach przez PD wystąpili z klubu poselskiego LiD i utworzyli odrębne Demokratyczne Koło Poselskie.
10 stycznia 2009 nową przewodniczącą partii została Brygida Kuźniak, która w głosowaniu pokonała dotychczasowego wiceszefa PD Bogdana Lisa, zastępując Janusza Onyszkiewicza.
1 lutego 2009 Partia Demokratyczna wraz z SDPL i Zielonymi 2004 powołała koalicję Porozumienie dla Przyszłości. 13 marca 2009 koalicja ta zarejestrowała Koalicyjny Komitet Wyborczy Porozumienie dla Przyszłości – CentroLewica przed wyborami do Parlamentu Europejskiego (z list komitetu startowali również członkowie Stronnictwa Demokratycznego oraz Unii Lewicy III RP). Uzyskał on 179 602 głosy (2,44%), nie osiągając progu wyborczego. Członkowie PD otrzymali 25 937 głosów (14,44% głosów na listę).
26 czerwca 2009 należący do PD posłowie Demokratycznego Koła Poselskiego – Marian Filar i Bogdan Lis – opuścili partię, pozbawiając demokratów.pl reprezentacji w parlamencie (wszyscy posłowie DKP wstąpili następnie do SD).
W 2009 i 2010 kolejna fala członków opuściła PD, rozpoczynając działalność w Platformie Obywatelskiej lub Stronnictwie Demokratycznym. W grudniu 2009 z partii wystąpił jej były przewodniczący Władysław Frasyniuk.
Wspólnym kandydatem PD i SDPL na urząd prezydenta w wyborach w 2010 został ogłoszony 1 grudnia 2009 polityk SDPL Tomasz Nałęcz, jednak 21 kwietnia 2010 w związku z przyspieszeniem wyborów po katastrofie smoleńskiej wycofał swoją kandydaturę. 25 kwietnia tego samego roku partia udzieliła poparcia kandydatowi PO Bronisławowi Komorowskiemu. Po jego wygranej kilkoro członków PD związało się z Kancelarią Prezydenta.
W wyborach samorządowych w tym samym roku członkowie PD startowali z różnych list, uzyskując nieliczne mandaty radnych (m.in. w Łodzi).
W wyborach parlamentarnych w 2011 PD zarejestrowała dwóch kandydatów do Senatu: Henryka Kierzkowskiego w okręgu włocławskim i Grażynę Szelc w okręgu krośnieńskim. Do PD wstąpił wówczas także poseł niezrzeszony Andrzej Celiński, startujący do Senatu jako kandydat niezależny. W wyborach do Sejmu kilku reprezentantów PD znalazło się na listach SLD, pojedynczy również na listach PO i Ruchu Palikota. Żaden z nich nie uzyskał mandatu. Kandydaci do Senatu zajęli ostatnie miejsca w swoich okręgach.
21 stycznia 2012 Andrzej Celiński został wybrany na nowego przewodniczącego partii. W głosowaniu pokonał dotychczasową przewodniczącą Brygidę Kuźniak. 10 listopada tego samego roku odbyła się konferencja pod hasłem „Nowego Otwarcia” PD, która miała być wyrazem rozpoczęcia ponownego rozwoju działalności partii.
W 2013 PD nawiązała bliższe kontakty z SD. W czerwcu tego roku obie partie przystąpiły do zespołu politycznego Europy Plus wraz z Ruchem Palikota, SDPL, Unią Lewicy, Racją Polskiej Lewicy, Polską Partią Pracy – Sierpień 80 i stowarzyszeniem Ryszarda Kalisza Dom Wszystkich Polska (PD przystąpiła do koalicji 24 czerwca, podczas gdy pozostałe podmioty 17 dni wcześniej).
4 września tego samego roku Andrzej Celiński na wspólnej konferencji z Januszem Palikotem zapowiedział, że PD przyłączy się do nowej partii tworzonej na bazie Ruchu Palikota. Partia nie przystąpiła 6 października do powstałego wówczas ugrupowania Twój Ruch, jednak Andrzej Celiński przemawiał na jego kongresie i zasugerował możliwość przyłączenia się PD do nowego ugrupowania w przyszłości (ostatecznie do połączenia obu partii nie doszło).
W wyborach do Parlamentu Europejskiego w 2014 Europa Plus wystartowała jako KKW Europa Plus Twój Ruch. Na listach komitetu znalazło się 9 członków PD (m.in. szef partii Andrzej Celiński, który otwierał listę E+ w okręgu mazowieckim, a także m.in. Małgorzata Gryniewicz i Ewa Hołuszko). Na listach koalicji znaleźli się też ostatecznie działacze TR (w większości), a także DWP i SD. Komitet otrzymał 252 779 głosów (3,58%), nie osiągając progu wyborczego. Na działaczy PD oddano łącznie 12 294 głosy (4,86% głosów na komitet, 0,17% w skali kraju). 26 maja (dzień po wyborach) koalicja przestała istnieć.
Kilka miesięcy później w jednym z trzech okręgów, w których odbywały się wybory uzupełniające do Senatu, kandydatem PD był jej sekretarz generalny Zdzisław Litwińczuk. Zajął on 5. miejsce spośród 6 kandydatów w okręgu podwarszawskim, uzyskując 1,34% głosów. W wyborach samorządowych w tym samym roku członkowie PD kandydowali z różnych list. Aleksander Półchłopek bezskutecznie startował do sejmiku małopolskiego z listy koalicji SLD Lewica Razem. Krystyna Suszyńska kandydowała z ramienia lokalnego komitetu na prezydenta Radomia, uzyskując nieco ponad 1% głosów. Startująca także z lokalnego komitetu na burmistrza Gniewkowa Joanna Borowska zdobyła niecałe 7% głosów. Wiceszefowa partii Anna Sporyszkiewicz została radną Sosnowca z listy PO. Z ramienia lokalnych komitetów członkowie PD uzyskali także po jednym mandacie radnych w Mysłowicach i Krynicy-Zdroju. Działacze PD startowali bez powodzenia m.in. do rady Warszawy z listy komitetu posła TR Andrzeja Rozenka, do rady Krakowa z listy komitetu Jacka Majchrowskiego, do rady Łodzi z listy PO, do rady Kalisza z listy SLD LR, czy też do rady Konina z listy komitetu związanego z SD.
10 stycznia 2015 Andrzej Celiński uzyskał reelekcję na stanowisko przewodniczącego partii, pokonując w głosowaniu Witolda Piecucha. W wyborach prezydenckich w 2015 PD, podobnie jak pięć lat wcześniej, poparła kandydaturę Bronisława Komorowskiego.
Przed wyborami parlamentarnymi w 2015 PD wyraziła gotowość wystawienia własnych list, z umieszczaniem na nich nazwisk w kolejności alfabetycznej. Podjęła jednak także rozmowy w sprawie uczestnictwa w komitecie Zjednoczona Lewica. Ostatecznie partia wystawiła jedynie swojego przewodniczącego Andrzeja Celińskiego w wyborach do Senatu w części Warszawy (przegrał on z kandydatami PO i PiS, otrzymując 25,4% głosów). Dwoje działaczy PD znalazło się ponadto na podwarszawskiej liście ZL do Sejmu (koalicja ta nie uzyskała mandatów). Część byłych działaczy PD związała się wcześniej z powstałą w tym samym roku partią Nowoczesna i kandydowała w wyborach z jej list.
28 listopada tego samego roku Andrzej Celiński został odwołany z funkcji przewodniczącego partii, a jego następczynią została dotychczasowa wiceprzewodnicząca Elżbieta Bińczycka. Kilka tygodni później środowisko PD zainicjowało w porozumieniu z Komitetem Obrony Demokracji utworzenie klubów dyskusyjnych im. Tadeusza Mazowieckiego, których koordynatorem był (do śmierci w czerwcu 2016) Marek Chimiak. Andrzej Celiński wraz z końcem roku przestał być członkiem partii.
PD była członkinią powołanej w maju 2016 koalicji Wolność Równość Demokracja, skupionej wokół KOD. Elżbieta Bińczycka została przewodniczącą komitetu koordynacyjnego WRD.
12 listopada 2016, na kongresie nadzwyczajnym PD w Warszawie, partia połączyła się ze środowiskiem tworzącego się stowarzyszenia Europejscy Demokraci, skupionego wokół koła poselskiego o tej nazwie (zrzeszającego byłych posłów PO), w wyniku czego przekształciła się w Unię Europejskich Demokratów.

## Program polityczny
Do postulatów Partii Demokratycznej należały:
- obniżka pozapłacowych kosztów pracy i ulg podatkowych dla osób zakładających swoją pierwszą firmę;
- tworzenie nowych miejsc pracy (m.in. przez roczne zwolnienia obowiązku opłacania ZUS-u dla absolwentów podejmujących pierwszą pracę);
- powołanie Rzecznika Przedsiębiorstw dla obrony pokrzywdzonych przez urzędy skarbowe czy inne instytucje publiczne;
- zwiększenie wydatków na edukację;
- stworzenie funduszu stypendialnego dla studentów z dobrymi wynikami w nauce;
- upowszechnienie wychowania przedszkolnego pięciolatków (szczególnie z obszarów wiejskich) oraz nauczania dwóch języków obcych w szkole podstawowej;
- standaryzacja wyceny świadczeń medycznych w całym kraju;
- stabilizacja zasad kontraktowania usług zdrowotnych;
- restrukturyzacja długów ZOZ-ów;
- utworzenie sieci szpitali publicznych niepodlegających prywatyzacji;
- obniżenie taryf telekomunikacyjnych w celu upowszechnienia dostępu do Internetu.

Partia Demokratyczna postulowała wprowadzenie rejestrowanych związków partnerskich, sprzeciwiała się natomiast legalizacji eutanazji, przywróceniu kary śmierci, powszechnemu dostępowi do broni oraz archiwów Instytutu Pamięci Narodowej. Była zwolenniczką wprowadzenia częściowej odpłatności za studia państwowe i usługi medyczne w placówkach publicznych oraz zachowania powiatów i Senatu.

## Struktura i działacze
Władze krajowe partii składały się z Zarządu Krajowego, Rady Politycznej oraz Rady Krajowej. Lokalnymi jednostkami organizacyjnymi, które grupowały członków i umożliwiały im działanie w ramach partii, były koła, wchodzące następnie w skład regionów. Zarządy wszystkich ciał były wybierane w sposób demokratyczny przez wszystkich członków (w przypadku kół), bądź też ich delegatów (w przypadku regionów bądź stopnia krajowego). Władze krajowe partii wybierane były na kongresie krajowym.

### Przewodniczący PD
- od 7 maja 2005 do 4 marca 2006 – Władysław Frasyniuk
- od 4 marca 2006 do 10 stycznia 2009 – Janusz Onyszkiewicz
- od 10 stycznia 2009 do 21 stycznia 2012 – Brygida Kuźniak
- od 21 stycznia 2012 do 28 listopada 2015 – Andrzej Celiński
- od 28 listopada 2015 do 12 listopada 2016 – Elżbieta Bińczycka

### Eurodeputowani (2004–2009)
- Marek Czarnecki (bezpartyjny) – od kwietnia 2009, wybrany z listy Samoobrony RP
- Bronisław Geremek – do 13 lipca 2008, zginął w wypadku drogowym
- Jan Kułakowski
- Janusz Onyszkiewicz
- Grażyna Staniszewska
- Andrzej Wielowieyski – od 26 sierpnia 2008, zastąpił Bronisława Geremka

### Posłowie PD w Sejmie VI kadencji (tworzącyDemokratyczne Koło Poselskie, wybrani z listLiD)
- Marian Filar (26 czerwca 2009 wystąpił z PD)
- Bogdan Lis (26 czerwca 2009 wystąpił z PD)
- Jan Widacki (bezpartyjny)

Na początku lipca 2009 wszyscy przystąpili do Stronnictwa Demokratycznego. W październiku 2011 do PD wstąpił poseł niezrzeszony Andrzej Celiński, wybrany z listy LiD jako kandydat SDPL.

### Senator PD w Senacie VI kadencji (2007, niezrzeszony, wybrany z ramieniaPO)
- Robert Smoktunowicz (bezpartyjny)

### Poseł PD w Sejmie IV kadencji (2005, niezrzeszony, wybrany z listySLD-UP)
- Jerzy Hausner

### Senatorowie Koła Senackiego demokraci.pl w Senacie V kadencji (2005)
- Krystyna Bochenek (bezpartyjna)
- Olga Krzyżanowska – wiceprzewodnicząca
- Dorota Simonides
- Klemens Ścierski
- Andrzej Wielowieyski – przewodniczący

Koło przybrało nazwę „demokraci.pl” 18 maja 2005 (wcześniej nosiło nazwę „Koło Senackie Unii Wolności”). Krystyna Bochenek i Klemens Ścierski zostali wybrani w wyborach uzupełniających w 2004 z ramienia komitetu wyborczego UW. Pozostali senatorowie PD (pełniący mandat od początku kadencji) zostali wybrani w 2001 z ramienia komitetu Blok Senat 2001.

## Poparcie
| Wybory | Poparcie | Zmiana punktów procentowych | Mandaty (Sejm) | Zmiana | Mandaty (Senat) | Zmiana |
| ------ | -------- | --------------------------- | -------------- | ------ | --------------- | ------ |
| 2005   | 2,45%    | –                           | –              | –      | –               | –      |
| 2007   | –        | –                           | 3              | 3      | 0               | –      |

| Wybory | Kandydat          | Głosowanie | Poparcie | Uwagi                              |
| ------ | ----------------- | ---------- | -------- | ---------------------------------- |
| 2005   | Henryka Bochniarz | I tura     | 1,26%    | Kandydatka nie przeszła do II tury |
| 2010   | Tomasz Nałęcz     | –          | –        | Kandydat wycofał się               |

| Wybory | Poparcie | Zmiana punktów procentowych | Mandaty | Zmiana | L. miejsc dla Polski |
| ------ | -------- | --------------------------- | ------- | ------ | -------------------- |
| 2009   | –        | –                           | 0       | 4      | 50                   |
| 2014   | –        | –                           | 0       | –      | 51                   |